# José Manuel Jiménez Ortiz
José Manuel Jiménez 'Mané' Ortiz est un footballeur espagnol né le 21 décembre 1981 à Tarifa, qui évolue au poste d'arrière gauche entre 2000 et 2018.

## Palmarès
- Championnat d'Israël : 2014